# Наєр Євген Юрійович
Євген Юрійович Наєр (рос. Евгений Юревич Наер; нар. 22 червня 1977) - російський шахіст, гросмейстер від 1999 року, чемпіон Європи 2015 року. Один із тренерів жіночої національної збірної Росії.
Його рейтинг станом на березень 2020 року — 2661 (82-ге місце в світі, 19-те в Росії).

## Кар'єра
Переможець чемпіонату Москви 1998 і 2003 років. 2002 року поділив 1-ше місце на Відкритому чемпіонаті США разом з Геннадієм Зайчиком.
Виграв відкритий Каппель-ла-Гранд 2004 року на тай-брейку випередивши Кайдо Кюлаотса, Артема Тимофєєва, Золтана Дьїмеші, Сергія Григорянца і Олега Корнєєва.. Того ж року поділив 1-3-тє місце разом з Михайлом Ройзом і Леонідом Гофштейном на шаховому фестивалі в Ашдоді. Виграв золоту медаль на Маккабіаді 2005 в Ізраїлі. 2007 року виграв 3-й Moscow Open, випередивши на тай-брейку Василя Ємеліна.
Вигравав World Open у Філадельфії поспіль у 2008 і 2009 роках.
Був одним з секундантів Гати Камського під час його матчу 2009 року проти Веселина Топалова, в якому визначався претендент на участь у матчі за звання чемпіона світу 2010.
У липні 2009 року виграв сильний турнір за круговою систему зі швидких шахів (шаховий фестиваль Річарда Ріордана) за участю Бориса Гельфанда і Юдіт Полгар  на 18-й Маккабіаді. Невдовзі після цього, того ж місяця, поділив 1-ше місце разом з Робером Фонтеном на відкритому турнірі в Палеохорі. 2010 року поділив 2-5-те місце разом з Майклом Адамсом, Віктором Міхалевським та Їржі Шточеком на 14-му Chicago Open.
2015 року виграв чемпіонат Європи в Єрусалимі з результатом 8½/11. Ця перемога дозволила йому взяти участь у Кубку світу 2015, де в першому турі його здолав Рауф Мамедов. Наєр виграв Аерофлот опен 2016, випередивши на тай-брейку Бориса Гельфанда, після того як набрав 6½/9 очок; це досягнення принесло йому місце у турнірі Дортмунд 2016. У 2017 році поділив 1-ше місце з Емілем Сутовським на 18-му шаховому турнірі Карпова в Пойковському (Росія).

## Зміни рейтингу
| На цьому місці має відображатися графік чи діаграма, однак з технічних причин його відображення наразі вимкнено. Будь ласка, не видаляйте код, який викликає це повідомлення. Розробники вже працюють для того, щоби відновити штатне функціонування цього графіка або діаграми. | |
| | На цьому місці має відображатися графік чи діаграма, однак з технічних причин його відображення наразі вимкнено. Будь ласка, не видаляйте код, який викликає це повідомлення. Розробники вже працюють для того, щоби відновити штатне функціонування цього графіка або діаграми. |